# لس پیلس
لس پیلس (به اسپانیایی: Les Piles) یک شهرستان در اسپانیا است که در کاتالونیا واقع شده‌است.